# Нанкиншки масакр
Нанкиншки масакр, такође познат и као Силовање Нанкинга, био је случај масовних убистава и масовних силовања које су починили јапански војници над становништвом Нанкинга током Другог кинеско-јапанског рата. Масакри су се одвијали у периоду од 6 недеља почевши од 13. децембра 1937. када су Јапанци заузели Нанкинг, који је тада био главни град Републике Кине. Током тог периода, на стотине хиљада кинеских цивила и разоружаних војника је убијено од припадника Империјалне јапанске армије. Поред убистава, десила су се бројна силовања и пљачке. Историчари и сведоци су проценили да је убијено између 250.000 и 300.000 особа. Некима од кључних извршилаца ових дела, и тада сматраних ратним злочинима, суђено је и проглашени су кривим на Трибуналу за ратне злочине у Нанкингу и они су погубљени. Други кључни извршилац, принц Јасухико Асака, члан јапанске царске породице је избегао суђење добивши раније имунитет од Савезника.
Овај догађај остаје спорно политичко питање, пошто бројне његове аспекте оспоравају ревизионисти и јапански националисти, који твре да је масакр или преувеличан или у потпуности измишљењен за пропагандне сврхе. Као последица националистичких напора да порекну или оправдају ратне злочине, контроверзе због масакра остају камен спотицања у кинеско-јапанским односима, као и у јапанским односима са другим азијским и пацифичким државама, као што су Јужна Кореја и Филипини.
Тачна процена броја жртава масакр није утврђена пошто су већина јапанских војних извештаја о убиства или намерно уништени или су сакривени убрзо по капитулацији Јапана 1945. Међународни војни трибунал за Далеки исток је проценио да постоји више од 200.000 жртава овог инцидента; кинеске званичне процене се крећу око 300.000 жртава, засновано на процени Трибунала за ратне злочине у Нанкингу. Процене јапанских историчара варирају знатно, од око 40.000 па до 20.000. Неки ревизионисти поричу да су се бројни систематски масакри уопте и десили, тврдећи да су убиства или војно оправдана, случајна или изоловани инциденти неодобрених злочина. Ови ревизионисти тврде да је карактерисање овог догађаја као систематског масакра широких размера измишљен за пропагадне сврхе.
Иако је јапанска влада признала случајеве убистава великог броја неборачког становништва, пљачки и других насилних дела која је почила Империјална јапанска армија после пада Нанкинга, мала али гласна мањина у оквиру јапанске владе и друштва тврди да су жртве биле војници и да се никакви злочини нису десили. Порицање масакра (и дивергентан низ ревизионистичких навода о убиствима) су постали карактеристика јапанског национализма. У Јапану, мишљење јавности о масакрима варира, и мало њих пориче да се масакр десио. Међутим, стални покушаји порицатеља да промовишу ревизионистичку историју о инциденту изазивају контроверзе које периодично одјекују у међународним медијима, нарочито у Кини, Јужној Кореји и другим источноазијским државама.

## Војна ситуација
Други кинеско-јапански рат почео је 7. јула 1937, након инцидента на мосту Марка Пола, и брзо је ескалирао у рат пуног размера у северној Кини између кинеске и јапанске војске. Кинеске националистичке снаге су, међутим, желеле да избегну одлучујући сукоб у северном региону и уместо тога отвориле су други фронт покретањем офанзиве против јапанских снага у Шангају. Као одговор, Јапан је распоредио војску коју је предводио генерал Иване Мацуи, да се бори против кинеских снага у Шангају.
У августу 1937. јапанска војска је извршила инвазију на Шангај, где је наишла на снажан отпор и претрпела велике губитке. Битка је била крвава јер су се обе стране суочиле са исцрпљивањем у градској борби прса у прса. Иако су јапанске снаге успеле да натерају кинеске снаге на повлачење, Главни штаб у Токију је у почетку одлучио да не шири рат јер је желео да се рат заврши. Међутим, дошло је до значајног неслагања између јапанске владе и њене војске у Кини. Мацуи је изразио намеру да напредује на Нанкинг чак и пре поласка за Шангај. Чврсто је веровао да ће заузимање Нанкинга, кинеске престонице, довести до колапса целе кинеске националистичке владе, чиме ће Јапану обезбедити брзу и одлучујућу победу. Штаб Генералштаба у Токију је на крају попустио захтевима царске јапанске армије у Кини тако што је одобрио операцију напада и заузимања Нанкинга.

### Стратегија за одбрану Нанкинга
У саопштењу за штампу страним новинарима, Танг Шенгџи је најавио да се град неће предати и да ће се борити до краја. Танг је окупио гарнизон од око 81.500 војника, од којих су многи били необучени регрути, или трупе исцрпљене од битке код Шангаја. Кинеска влада отишла је на пресељење 1. децембра, а председник је отишао 7. децембра, препуштајући администрацију Нанкинга Међународном комитету на челу са Јоном Рабеом, немачким држављанином и чланом Нацистичке партије.
У покушају да добије дозволу за овај прекид ватре од генералисимуса Чанг Кај Шека, Рабе, који је живео у Нанкингу и био је председник Међународног комитета за зону безбедности Нанкинга, укрцао се на УСС Панај (ПР-5) дана 9. децембар. Са ове топовњаче Рабе је послао два телеграма. Први је био упућен Чангу преко америчког амбасадора у Ханкоуу, тражећи да кинеске снаге „не предузимају никакве војне операције“ унутар Нанкинга. Други телеграм је послат преко Шангаја јапанским војним вођама, залажући се за тродневни прекид ватре како би Кинези могли да се повуку из града.
Следећег дана, 10. децембра, Рабе је добио одговор од генералисимуса. Амерички амбасадор у Ханкоуу је одговорио да иако подржава Рабеов предлог о прекиду ватре, Чанг није. Рабе каже да нам је амбасадор такође „послао посебан поверљиви телеграм у којем нам каже да га је Министарство спољних послова у Ханкоуу званично обавестило да је наше схватање да је генерал Танг пристао на тродневно примирје и повлачење његових трупа из Нанкинга погрешно, штавише да је Чанг Кај Шек најавио да није у позицији да прихвати такву понуду“. Ово одбијање комитетског плана о прекиду ватре, у Рабеовом уму, запечатило је судбину града. Нанкинг је данима непрестано бомбардован, узрокујући огромна разарања и цивилне жртве.
Дана 11. децембра, Рабе је открио да кинески војници и даље бораве у зонама безбедносне зоне, што значи да је она постала намијењена мета јапанских напада упркос томе што су већину чинили невини цивили. Рабе је прокоментарисао како су покушаји да се уклоне ове кинеске трупе пропали и како су јапански војници почели да бацају гранате у избегличку зону.

## Приближавање царске јапанске војске
Јапанско напредовање на Нанкинг обележило је траг паљења, силовања и убистава. 170 миља између Шангаја и Нанђинга постало је „зона смрти и разарања“. Јапански авиони су често гађали ненаоружане фармере и избеглице „из забаве“. Цивили су били изложени екстремном насиљу и бруталности у наговештају масакра у Нанкингу. На пример, заселак Нанкиантоу је запаљен, а многи његови становници закључани су у запаљеним кућама. Две жене, од којих је једна трудна, више пута су силоване. Потом су војници „трудници отворили стомак и ископали плод“. Уплакани двогодишњи дечак извађен је из мајчиног наручја и бачен у ватру, док су мајка и остали сељани бајонетивани и бачени у поток. Многи кинески цивили су извршили самоубиство, попут две девојке које су се намерно удавиле у близини Пингхуа.
Према сведочанству Куросуа Таданобуа из 13. дивизије:
„Одвели бисмо све мушкарце иза кућа и убили их бајонетима и ножевима. Затим бисмо жене и децу затварали у једну кућу и силовали их ноћу... Онда бисмо, пре него што бисмо отишли следећег јутра, побили све жене и децу, и поврх свега, ми бисмо запалили куће, да и ако се ко врати, не би имао где да живи.”
Многи градови и места су били подвргнути уништавању и пљачки од стране Јапанаца који су напредовали, укључујући, али не ограничавајући се на Сјуџоу, Таицанг и Ђијадинг. Када су масакрирали села, јапанске снаге су обично одмах погубиле мушкарце, док су жене и деца прво силовали и мучили пре него што су убијени. Једно од запажених зверстава било је такмичење у убијању између два јапанска официра, где су обојица одржала такмичење ко ће први да одруби главе 100 кинеских заробљеника. Зверство је изведено два пута, док је у другом кругу циљ подигнут на 150 заробљеника, о чему су извештавале јапанске новине.
Године 2000. историчар Боб Тадаши Вакабајаши се сложио са одређеним јапанским научницима који су тврдили да је такмичење измишљена прича, са дослухом самих војника у циљу подизања националног борбеног духа.
Окружни судија у Токију је 2005. године одбацио тужбу породица поручника, наводећи да су „поручници признали чињеницу да су се утркивали да убију 100 људи“ и да се не може доказати да је прича потпуно лажна. Судија је такође пресудио против грађанске тужбе тужилаца јер је оригинални чланак био стар више од 60 година. Историчност догађаја остаје спорна у Јапану.

### Политика спаљене земље кинеских трупа у повлачењу
Гарнизонске снаге Нанкинга запалиле су зграде и куће у областима близу Сјагуана на северу, као и у околини источних и јужних градских капија. Мете унутар и изван градских зидина — као што су војне касарне, приватне куће, кинеско министарство комуникација, шуме, па чак и читава села — потпуно су спаљене, по процењеној вредности од 20–30 милиона америчких долара (1937).

### Успостављање Безбедносне зоне Нанкинга
Многи западњаци су у то време живели у граду, обављајући трговину или на мисионарским путовањима. Како се јапанска војска приближавала Нанкингу, већина њих је побегла из града, остављајући 27 странаца. Пет од њих су били новинари који су остали у граду неколико дана након што је заробљен, а напустили су град 16. децембра. Петнаест од преостала 22 странца формирало је комитет, назван Међународни комитет за зону безбедности Нанкинга у западној четврти град.
За њеног лидера изабран је немачки бизнисмен Јон Рабе, делом због свог статуса члана Нацистичке партије и постојања немачко-јапанског билатералног антикоминтернског пакта. Јапанска влада је раније пристала да не напада делове града у којима се не налазе кинеске војне снаге, а чланови Комитета су успели да убеде кинеску владу да помери своје трупе из тог подручја. Безбедносна зона Нанкинга била је разграничена коришћењем застава Црвеног крста.
Дана 1. децембра 1937. градоначелник Нанкинга Ма Чаочун наредио је свим кинеским грађанима који су остали у граду да се преселе у зону безбедности. Многи су побегли из града 7. децембра, а Међународни комитет је преузео де факто власт у граду.
Мини Вотрин је била хришћанска мисионарка која је основала Девојачки колеџ Гинлинг у Нанкингу, који је био унутар успостављене зоне безбедности. Током масакра, она је неуморно радила на прихватању хиљада жена избеглица да остану у кампусу колеџа, дајући уточиште до 10.000 жена.

### Оснивање избегличког кампа у фабрици цемента
Са 26 година, Данац по имену Бернхард Арп Синдберг почео је своју улогу чувара у фабрици цемента у Нанкингу у децембру 1937. године, неколико дана пре јапанске инвазије Нанкинга. Када је масакр почео, Синдберг и Карл Гунтер, немачки колега, претворили су фабрику цемента у импровизовани избеглички камп где су понудили уточиште и медицинску помоћ за отприлике 6.000 до 10.000 кинеских цивила.
Знајући да царски Јапан није непријатељски расположен према Данској или нацистичкој Немачкој, показујући на тај начин поштовање према њиховим заставама, Синдберг је насликао велику данску заставу на кров фабрике цемента како би одвратио јапанску војску од бомбардовања фабрике. Да би држали јапанске трупе даље од фабрике, он и Гунтер су стратешки поставили данску заставу и немачки кукасти крст око локације. Кад год би се Јапанци приближили капији, Синдберг би показао данску заставу и изашао да разговара са њима, а они би на крају отишли.

### Принц Асака постављен за команданта
У меморандуму за палату, цар Хирохито је за осуду издвојио принца Јасухико Асаку као јединог царског рођака чији став „није био добар“. Асаку је доделио Нанкингу као прилику да се искупи.
Асака је 5. децембра авионом напустио Токио и три дана касније стигао на фронт. Састао се са командантима дивизија, генерал-потпуковницима Кесагом Накаџомом и Хеисукеом Јанагавом, који су га обавестили да су јапанске трупе скоро у потпуности опколиле 300.000 кинеских војника у околини Нанкинга и да су прелиминарни преговори сугерисали да су Кинези спремни да се предају.
Принц Асака је издао наредбу да се „убију сви заробљеници“, чиме је обезбеђена званична санкција за злочине који су се догодили током и после битке. Неки аутори бележе да је принц Асака потписао наређење јапанским војницима у Нанкингу да „убију све заробљенике“. Други тврде да је потпуковник Исаму Чо, Асакин ађутант, послао ово наређење под принчевим приручником без принчевог знања или пристанка. Ипак, чак и ако је Чо преузео иницијативу, Асака је номинално био главни официр и није издавао наређења да се заустави покољ. Док степен одговорности принца Асаке за масакр остаје предмет дебате, коначна санкција за масакр и злочине почињене током инвазије на Кину издата је у ратификацији предлога јапанске војске од стране цара Хирохита да се уклоне ограничења међународног права на третман кинеских затвореника 5. августа 1937. године.

## Битка за Нанкинг

### Опсада града
Јапанска војска је наставила да се креће напред, пробијајући неколико линија кинеског отпора, и стигла је испред градских капија Нанкинга 9. децембра.

### Захтев за предају
У међувремену, чланови Комитета су контактирали Танга и предложили план за тродневни прекид ватре, током којег би кинеске трупе могле да се повуку без борбе, док би јапанске трупе остајале на свом садашњем положају.
Јон Рабе се укрцао на америчку топовњачу УСС Панај 9. децембра и послао два телеграма, један Чанг Кај Шеку преко америчког амбасадора у Ханкоуу, а један јапанским војним властима у Шангају.

### Напад и заузимање Нанкинга
Упркос томе што су се жестоко опирали нападу, кинески браниоци су били спутани растућим жртвама и јапанским снагама у ватреној моћи и броју. У комбинацији са умором и кваром у комуникацијама, гарнизон је постепено био савладан у четвородневној борби за град, да би се коначно срушио у ноћи 12. децембра.
Дана 12. децембра, под јаком артиљеријском ватром и бомбардовањем из ваздуха, генерал Танг Шенг-чи је наредио својим људима да се повуку. Сукобна наређења и слом дисциплине претворили су догађаје који су уследили у катастрофу. Док су неке кинеске јединице успеле да побегну преко реке, много више их је захватио општи хаос који је избио широм града. Неки кинески војници скинули су цивиле одећу у очајничком покушају да се уклопе, а многе друге је кинеска надзорна јединица упуцала док су покушавали да побегну.
13. децембра 6. и 116. дивизија јапанске армије прве су ушле у град. Истовремено, 9. дивизија је ушла у оближњу капију Гуангхуа, а 16. дивизија је ушла у капију Џонгшан и Тајпинг. Истог поподнева, две мале флоте јапанске морнарице стигле су са обе стране реке Јангце.

### Потера и "операције чишћења"
Сукоб у Нанкингу је трајао и после ноћи између 12. и 13. децембра, након што је јапанска војска заузела преостале капије и ушла у град. Јапанска војска је наставила да наилази на спорадичан отпор преосталих кинеских снага још неколико дана. Јапанска војска је утврдила да треба да елиминише све преостале кинеске војнике скривене у граду. Међутим, процес претраге је користио произвољни критеријум за идентификацију бивших кинеских војника. Кинески мушкарци за које се сматрало да су доброг здравља аутоматски су се сматрали војницима. Током ове операције, јапанске снаге су починиле злочине над кинеским становништвом.
Сакупљање и масовна убиства мушких цивила и заробљених ратних заробљеника еуфемистички су називани „операцијама чишћења“ у јапанским саопштењима, на начин „баш као што су нацисти говорили о „обрађивању“ или „руковању“ Јеврејима“.

## Цивилно становништво и евакуација
Премештањем главног града Кине, сталним бомбардовањем и извештајима о јапанској бруталности, већи део цивилног становништва Нанкинга је побегао из страха. Имућне породице су прве побегле, напуштајући Нанкинг у аутомобилима, након чега је уследила евакуација средње класе, а потом и сиромашних. Они који су остали били су углавном сиромашни најнижи слој, као што су етнички Танка људи из чамаца, и они са имовином која се није могла лако преместити, попут трговаца.
Од становништва Нанкинга, процењеног на преко милион пре јапанске инвазије, половина је побегла из града пре него што су Јапанци стигли.

## Масакр
Од 13. децембра 1937. године, јапанска војска се бавила насумичним убиствима, мучењем, ратним силовањем, пљачком, паљевином и другим ратним злочинима. Такав злочин се наставио од три до шест недеља у зависности од врсте злочина. Прве три недеље су биле интензивније. Група страних исељеника на челу са Рабеом је 22. новембра формирала Међународни комитет за зону безбедности Нанкинга од 15 људи и направила мапу безбедносне зоне Нанкинг како би заштитила цивиле у граду.
.
У дневничком запису Мини Вотрин 15. децембра 1937. написала је о својим искуствима у зони безбедности:
Јапанци су јуче и данас навелико пљачкали, уништавали школе, убијали грађане и силовали жене. Хиљаду разоружаних кинеских војника, за које се Међународни комитет надао да ће их спасити, одузето је од њих и до тада су вероватно стрељани или избодени бајонетама. У нашој Кући Јужног брда Јапанци су поломили панел оставе и извадили мало старог воћног сока и још неколико ствари.

### Узроци
На појаву и природу масакра у Нанкингу утицало је неколико фактора. То је укључивало дехуманизацију јапанских војника од стране њихових команданата и изазовно борбено окружење у Кини. Такође, јапанско становништво је подучавано милитаристичким и расистичким идеологијама. Фашистичка доктрина јапанске владе даље је пропагирала веру у јапанску супериорност над свим другим народима.
Масакр у Нанкингу догодио се током јапанске инвазије на Кину. Екстремна окрутност у Нанкингу, укључујући обимна убиства, мучење, сексуално насиље и пљачку, није била изолована појава, већ прије одраз понашања Јапана током рата у Кини. Ово насиље се не може одвојити од основног презира према другим Азијатима који је био дубоко укорењен у јапанском друштву пре рата. Да би показала дубоке ефекте етничких предрасуда, јапанска ауторка Цуда Мичио даје пример:
Током рата у јужној Кини, јапански наредник који је силовао и убио бројне Кинескиње постао је „импотентан“ чим је на свој шок сазнао да је једна од његових жртава заправо Јапанка која се удала за Кинеза и емигрирала у Кину.
Широ Азума, бивши јапански војник, сведочио је у интервјуу 1998:
Када сам покушао да одсечем прву, или се фармер померио или сам погрешно нациљао. На крају сам му одсекао само део лобање. Крв је шикнула нагоре. Поново сам замахнуо... и овог пута сам га убио... Учили су нас да смо супериорна раса јер смо живели само зарад људског бога — нашег цара. Али Кинези нису били. Тако да нисмо имали ништа осим презира према њима... Било је много силовања, а жене су увек убијане. Када су биле силоване, жене су биле људи. Али када је силовање завршено, постали су свињско месо.
Џонатан Спенс, британско-амерички синолог и историчар, написао је:
Не постоји очигледно објашњење за овај суморни догађај, нити се може наћи. Јапански војници, који су очекивали лаку победу, уместо тога су се месецима жестоко борили и поднели бесконачно веће жртве него што се очекивало. Било им је досадно, били су љути, фрустрирани, уморни. Кинескиње су биле небрањене, њихови мушкарци немоћни или одсутни. Рат, још необјављен, није имао јасан циљ и сврху. Можда су сви Кинези, без обзира на пол или године, изгледали означени као жртве.
Џенифер М. Диксон, ванредни професор на Одсеку за политичке науке на Универзитету Виланова, изјавила је:
Поред тога, битка код Шангаја која је претходила заузимању Нанкинга, била је тежа и продужена него што је јапанска страна очекивала, што је допринело жељи јапанских официра и војника да се освете Кинезима.
Премијер Фумимаро Коное, који је председавао Другим кинеско-јапанским ратом, је правдао масакр као одмазду против упорне агресије Куоминтанга и залагао се за уништење режима у јануару 1938. године. Пре пада Нанкинга, Коное је одбио Чанг Кај Шекову понуду за преговоре преко немачког амбасадора.

### Такмичења у убијању
Године 1937, „Осака Маиничи Шимбун” и њене сестринске новине, „Токио Ничи Ничи Шимбун”, покривале су такмичење између два јапанска официра, Тошиакија Мукаија и Цујошија Ноде из јапанске 16. дивизије. Двојица мушкараца су описана да се такмиче да први убију 100 људи мачем пре заузимања Нанђинга. Од Јужонга до Тангшана (два града у провинцији Ђангсу, Кина), Мукаи је убио 89 људи, док је Нода убио 78. Такмичење се наставило јер ниједан није убио 100 људи. До тренутка када су стигли на планину Зијин, Нода је убио 105 људи, док је Мукаи убио 106 људи. Оба официра су наводно премашила свој циљ током жара битке, због чега је било немогуће утврдити који је официр заиста победио у такмичењу. Стога су, према новинарима Асами Казуо и Сузуки Јиро, који пишу у токијском „Ничи Ничи Шимбуну” од 13. децембра, одлучили да започну још једно такмичење за убиство 150 људи.

### Силовања
Међународни војни суд за Далеки исток проценио је да су у првом месецу окупације јапански војници починили око 20.000 случајева силовања у граду. Неке процене говоре о 80.000 случајева силовања. Према Међународном војном суду за Далеки исток, силовања свих узраста, укључујући децу и старије жене, била су уобичајена појава, а било је неколико случајева садистичког и насилног понашања у вези са овим силовањима. Након силовања, многе жене су убијене, а њихова тела су осакаћена. Велики број силовања су систематски вршили јапански војници док су ишли од врата до врата, тражећи девојке, при чему су многе жене заробљене и групно силоване.
Јапански војник Такокоро Козо присећа се:
Највише су патиле жене. Без обзира колико младе или старе, све нису могле да избегну судбину силовања. Послали смо камионе угља на градске улице и села да похватају много жена. А онда је сваки од њих распоређен на петнаест до двадесет војника за сексуалне односе и злостављање. После силовања бисмо их убијали.
Жене су често убијане непосредно након силовања, често експлицитним сакаћењем, као што је продирање у вагине бајонетима, дугим штаповима од бамбуса или другим предметима. На пример, шестомесечна трудна жена је избодена шеснаест пута у лице и тело, један убод је пробио и убио њено нерођено дете. Младој жени је флаша пива забијена у вагину након што је силована, а затим је упуцана. Амерички дописник Едгар Сноу је писао како су пијани јапански војници „често бајонетили жртве“.
Дана 19. децембра 1937, велечасни Џејмс М. Мекалум је написао у свом дневнику:
Не знам где да завршим. Никада нисам чуо или прочитао такву бруталност. Силовање! Силовање! Силовање! Процењујемо да има најмање 1.000 случајева ноћу и много дању. У случају отпора или било чега што изгледа као неодобравање, следи убод бајонетом или метак... Људи су хистерични... Жене се одводе свако јутро, поподне и вече. Чини се да је цела јапанска војска слободна да иде и долази како хоће, и да ради шта хоће.
Петнаестогодишња девојчица била је закључана гола у касарни у којој се налази две стотине до три стотине јапанских војника и силована више пута дневно. Амерички дописник Едгар Сноу писао је како су „мајке често морале да гледају како им бебама одсецају главе, а затим да се подвргну силовању“. Шеф ИМЦА Фич је известио да је једна жена „намерно угушила своје петомесечно дете од стране звери како би спречила да плаче док ју је силовао.“
7. марта 1938, Роберт О. Вилсон, хирург у универзитетској болници у зони безбедности којом су управљале Сједињене Државе, написао је у писму својој породици, „конзервативна процена хладнокрвно закланих људи је негде око 100.000, укључујући, наравно, хиљаде војника који су бацили оружје." Ево два одломка из његових писама од 15. и 18. децембра 1937. његовој породици:
Покољ цивила је ужасан. Могао бих да наставим са страницама које говоре о случајевима силовања и бруталности готово невероватним. Два леша бајонетирана су једини преживели од седам чистача улица који су седели у свом штабу када су јапански војници ушли без упозорења и разлога и убили петоро од њих и ранили двојицу који су нашли пут до болнице. Дозволите ми да испричам неке случајеве који су се десили у последња два дана.

Синоћ је проваљено у кућу једног од кинеских радника универзитета, а две жене, његове рођаке, силоване су. Две девојке, од око 16 година, силоване су до смрти у једном од избегличких кампова. У Универзитетској средњој школи, где има 8.000 људи, Јапанци су синоћ долазили десет пута, преко зида, крали храну, одећу и силовали док нису били задовољни. Бајонетирали су једног дечака од осам година који је [имао] пет рана бајонетом, укључујући и једну која му је продрла у стомак, део оментума је био изван стомака. Мислим да ће преживети.
У свом дневнику који је вођен током агресије на град и његове окупације од стране јапанске царске војске, вођа Зоне безбедности Јон Рабе написао је многе коментаре о јапанским зверствима. За 17. децембар:
Два јапанска војника су се попела преко баштенског зида и спремају се да провале у нашу кућу. Када се појавим, изговарају се да су видели два кинеска војника како се пењу преко зида. Кад им покажем своју партијску значку, враћају се истим путем. У једној од кућа у уској улици иза мог баштенског зида, жена је силована, а потом бајонетом рањена у врат. Успео сам да добијем хитну помоћ да је одвеземо у болницу Кулоу... Синоћ је силовано до 1.000 жена и девојака, око 100 девојака на Гинлинг колеџу... само. Не чујете ништа осим силовања. Ако мужеви или браћа интервенишу, они бивају стрељани. Оно што чујете и видите на свим странама је бруталност и бестијалност јапанских војника.
У документарном филму о масакру у Нанкингу, „У име цара”, бивши јапански војник по имену Широ Азума је искрено говорио о процесу силовања и убиства у Нанкингу.
У почетку смо користили неке чудне речи као што је Пиканкан. Пи значи "кук", канкан значи "погледати". Пиканкан значи: "Хајде да видимо жену како отвара ноге." Кинескиње нису носиле панталоне. Уместо тога, носиле су панталоне везане канапом. Није било појаса. Док смо повлачили конце, задњица је била откривена. Ми "пиканкан". Погледали смо. После неког времена бисмо рекли нешто попут: „Мој је дан да се окупам“, и наизменично смо их силовали. Било би у реду да их само силујемо. Не бих требао рећи у реду. Али ми смо их увек убадали и убијали. Зато што мртва тела не говоре.
Ирис Чанг, ауторка књиге „Силовање Нанкинга”, написала је један од најсвеобухватнијих извештаја о јапанским ратним зверствима у Кини. Она је у својој књизи проценила да се број Кинескиња које су силовали јапански војници кретао од 20.000 до 80.000. Чанг такође наводи да нису све жртве силовања биле жене. Неки Кинези су били содомизовани и присиљени да врше „одбојне сексуалне радње“. Постоје и извештаји о јапанским трупама које су приморавале породице да почине инцестуозна дела; синови су били присиљени да силују своје мајке, очеви своје ћерке, а браћа своје сестре. Остали чланови породице би били приморани да гледају. Уместо да казне јапанске трупе које су биле одговорне за силовање на велико, „'Јапанске експедиционе снаге у централној Кини издале су наређење да се поставе удобне куће током овог периода,' Јошими Јошијаки, истакнути професор историје на Универзитету Чуо, примећује, 'зато што се Јапан плашио критика Кине, Сједињених Америчких Држава и Европе након случаја масовних силовања између битака у Шангају и Нанкингу.'"

### Масакри над цивилима
Отприлике три недеље од 13. децембра 1937. године, јапанска царска војска је ушла у зону безбедности Нанкинга да тражи бивше кинеске војнике скривене међу избеглицама. Многи невини људи су погрешно идентификовани и убијени.
Јон Рабе је у својим дневницима сажео понашање јапанских трупа у Нанђингу:
Неколико пута сам писао у овом дневнику о телу кинеског војника који је упуцан док је био везан за свој бамбусов кревет и који још увек лежи непокопан у близини моје куће. Моји протести и молбе јапанској амбасади да се овај леш коначно сахрани, или да ми да дозволу да га сахраним, до сада су били безуспешни. Тело још увек лежи на истом месту као и раније, осим што су конопци пресечени и бамбусов кревет сада лежи на око два јарда даље. Потпуно сам збуњен понашањем Јапанаца по овом питању. С једне стране, они желе да буду признати и третирани као велика сила у рангу са европским силама, а са друге, тренутно показују грубост, бруталност и бестијалност која се не може поредити осим са хордама Џингис-кана. Престао сам да покушавам да сахраним јадног ђавола, али овим записујем да он, иако веома мртав, још увек лежи изнад земље!
Број погинулих цивила је тешко прецизно израчунати због бројних тела која су намерно спаљена, закопана у масовне гробнице или бачена у реку Јангце. Роберт О. Вилсон, лекар, сведочио је да су случајеви рана од ватреног оружја „наставили да долазе [у болницу Универзитета у Нанџингу] неких шест или седам недеља након пада града 13. децембра 1937. године. Капацитет болнице је обично био сто осамдесет кревета, а овај је био пун до краја током читавог периода. Бредли Кембел је описао масакр у Нанкингу као геноцид, имајући у виду чињеницу да су становници још увек масовно клани и након битке, упркос успешном и сигурном исходу битке. Међутим, Жан-Луј Марголин не верује да би злочине у Нанкингу требало сматрати геноцидом јер су само ратни заробљеници погубљени на систематски начин, а гађање цивила било је спорадично. урађено без наређења појединих актера.
Тек када обиђемо град, сазнаћемо размере уништења. Наилазимо на лешеве на сваких 100 до 200 метара. Тела цивила које сам прегледао имала су рупе од метака на леђима. Ови људи су вероватно бежали и погођени су с леђа. Јапанци марширају кроз град у групама од десет до двадесет војника и пљачкају продавнице... Својим сам очима посматрао како пљачкају кафић нашег немачког пекара Хер Кислинга. Хемпелов хотел је такође проваљен, као и скоро свака радња на путевима за  Чунг Шанг и Тајпинг.
Амерички вицеконзул Џејмс Еспи стигао је у Нанкинг 6. јануара 1938. да поново отвори америчку амбасаду. Дао је сажети опис онога што се догодило у граду:
Слика Нанкинга коју су насликали била је једна од владавине терора која је задесила град након окупације од стране јапанских војних снага. Њихове приче и приче немачких становника говоре о томе да је град пао у руке Јапанаца као заробљени плен, не само узет у току организованог ратовања, већ и заплењен од стране инвазионе војске чији су се чланови, чинило, прихватили награду да почине неограничена пљачка и насиље. Потпунији подаци и наша сопствена запажања нису изнели чињенице које би дискредитовале њихове информације. Цивилно кинеско становништво које је преостало у граду преплавило је улице такозване "безбедносне зоне" као избеглице, од којих су многи сиромашни. Готово свуда се налазе физички докази о убијању мушкараца, жена и деце, о проваљивању и пљачки имовине и о паљењу и уништавању кућа и зграда.

    Остаје, међутим, да су јапански војници преплавили град у хиљадама и починили неописива разарања и зверства. Чинило би се према причама страних сведока да су војници пуштени као варварска хорда да оскрнаве град. Мушкарци, жене и деца убијени су у небројеном броју широм града. Чују се приче да су цивили стрељани или бајонетирани без икаквог разлога.
Дана 10. фебруара 1938. године, секретар за издавање немачке амбасаде, Георг Розен, писао је свом Министарству спољних послова о филму који је у децембру снимио велечасни Џон Маги и препоручио његову куповину.
Током јапанске терористичке владавине у Нанкингу — која се, иначе, у знатној мери наставља и данас — велечасни Џон Маги, члан Америчке епископалне црквене мисије који је овде скоро четврт века, одузео је филмови који елоквентно сведоче о зверствима које су починили Јапанци... Мораће да се сачека да ли ће највиши официри јапанске војске успети, како су наговестили, да зауставе активности својих трупа које се настављају чак и данас.

13. децембра, око 30 војника дошло је у кинеску кућу на адреси 5 Хсинг Лу Ку у југоисточном делу Нанкинга и затражило улазак. Врата је отворио газда, Мухамеданац по имену Ха. Одмах су га убили из револвера, а такође и госпођу Ха, која је после Хаове смрти клекнула пред њима, молећи их да никог другог не убијају. Госпођа Ха их је питала зашто су јој убили мужа и они су је убили. Госпођа Хсија је извучена испод стола у гостинској сали где је покушала да се сакрије са својом једногодишњом бебом. Након што ју је један или више мушкараца скинуо и силовао, бајонетом су је ударили у груди, а затим су јој забили флашу у вагину. Беба је убијена бајонетом. Неки војници су затим отишли у суседну собу, где су били родитељи госпође Хсије, старости 76 и 74 године, и њене две ћерке од 16 и 14 година. Хтели су да силују девојчице када је бака покушала да их заштити. Војници су је убили из револвера. Деда је зграбио тело своје жене и убијен. Две девојчице су потом скинуте, старију су силовала 2–3 мушкарца, а млађу 3. Старија девојчица је након тога избодена, а штап јој је забијен у вагину. Млађа девојчица је такође бајонетирана, али је поштеђена ужасног третмана коме су биле изложене њена сестра и мајка. Војници су затим бајонетирали још једну сестру од 7 до 8 година, која је такође била у соби. Последња убиства у кући била су Хаино двоје деце, старости 4 и 2 године. Старији је бајонетиран, а млађи мачем раскољен по глави.
Труднице су биле мета убистава, јер су им стомак често бајонетиран, понекад након силовања. Танг Јуншан, преживели и сведок једног од систематских масовних убистава јапанске војске, сведочио је:
Седма и последња особа у првом реду била је трудница. Војник је помислио да би могао да је силује пре него што је убије, па ју је извукао из групе на једно место удаљено десетак метара. Док је покушавао да је силује, жена се жестоко опирала.... Војник ју је нагло убо бајонетом у стомак. Она је коначно вриснула док су јој се црева излила. Затим је војник убо фетус, са јасно видљивом пупчаном врпцом, и бацио га у страну.
Према ветерану морнарице Шо Митанију, „војска је користила звук трубе који је значио 'Убиј све Кинезе који беже'.“ Хиљаде су одведене и масовно погубљене у ископавању познатом као „Јарак од десет хиљада лешева “, ров дужине око 300 метара и ширине 5 метара. Пошто се евиденција није водила, процене о броју жртава закопаних у јарку крећу се од 4.000 до 20.000.
Народ Хуеј, мањинска кинеска група, већина муслимана, такође је страдао током масакра. Једна џамија је била уништена, а за друге је утврђено да су "испуњене лешевима". Хуеј добровољци и имами сахранили су преко стотину својих мртвих након муслиманског ритуала.

### Вансудско убијање кинеских ратних заробљеника и мушких цивила
Убрзо након пада града, јапанске трупе су извршиле темељну потрагу за кинеским војницима и по хитном поступку ухапсиле хиљаде младих Кинеза. Многи су одведени до реке Јангце, где су стрељани из митраљеза. Оно што је вероватно био највећи појединачни масакр кинеских трупа, Масакр у клисури у сламнатом низу, догодио се дуж обала реке Јангце 18. децембра. Већи део јутра јапански војници су заробљеницима везали руке. У сумрак су војници поделили ратне заробљенике у четири колоне и отворили ватру. Пошто нису могли да побегну, заробљеници су могли само да вриште и очајнички ударају. Требало је сат времена да звуци смрти престану, а још дуже да Јапанци бајонетују сваког појединца. Већина тела је бачена директно у реку Јангце.
Јапанске трупе су окупиле 1.300 кинеских војника и цивила код капије Тајпинг и убиле их. Жртве су разнесене нагазним минама, затим поливене бензином и запаљене. Преживели су убијани бајонетима.
Војник из 13. дивизије Јапанске царске војске је у свом дневнику описао убијање преживелих:
„Мислио сам да више никада нећу добити овакву прилику, па сам избо тридесет проклетих Чинка. Попевши се на планину лешева, осећао сам се као прави убица ђавола, убадајући изнова и изнова, свом снагом. 'Уф, уф', застењали би Чинки. Било је и стараца као и деце, али смо их убили браву, кундак и буре. Такође сам позајмио пријатељев мач и покушао да одрубим неке главе. Никада нисам доживео ништа тако необично."
Амерички дописници вести Ф. Тилман Дурдин и Арчибалд Стил известили су да су видели лешеве масакрираних кинеских војника како формирају хумке високе шест стопа на капији Јиђанг на северу града. Дурдин, који је радио за „Њујорк Тајмс”, обишао је Нанкинг пре свог одласка из града. Чуо је таласе митраљеске ватре и видео како су јапански војници у року од десет минута убили око две стотине Кинеза. Касније је изјавио да је видео тенковске топове како се користе на везаним војницима.
Два дана касније, у свом извештају за „Њујорк Тајмс”, Дурдин је навео да су уличице и улице испуњене мртвима, међу којима су биле жене и деца. Дурдин је навео „[треба рећи да су одређене јапанске јединице биле уздржане и да су одређени јапански официри ублажили моћ великодушношћу и провизијом“, али је наставио „понашање јапанске војске у целини у Нанкингу било је мрља на репутацији њихове земље"."
Ралф Л. Филипс, мисионар, сведочио је пред истражним комитетом Државне скупштине САД, да је „био приморан да гледа док Јапанци раскућу кинеског војника“ и „прже његово срце и џигерицу и једу их“.
Непосредно после Божића, Јапанци су поставили јавне позорнице на којима су позивали бивше кинеске војнике да признају, тврдећи да неће бити повређени. Када се јавило преко 200 бивших војника, они су одмах погубљени. Када су бивши војници престали да се идентификују, Јапанци су почели да скупљају групе младића који су „изазвали сумњу“.
На основу службене евиденције Комитета за сигурносну зону, послератни Међународни војни суд је утврдио да је око 20.000 кинеских мушких цивила убијено под лажним оптужбама да су војници, док је око 30.000 правих бивших бораца погубљено, а њихова тела бачена у реку.

### Пљачка и паљевине
„Првих дана окупације војници [...] су од избеглица узели велику количину постељине, прибора за кување и хране. Скоро у сваку зграду у граду улазиле су много, много пута ове лутајуће банде војника широм првих шест или седам недеља окупације“.. „Није било паљења све док јапанске трупе нису биле у граду пет или шест дана. Почевши, верујем, 19. или 20. децембра, паљење је настављено редовно шест недеља.“.
Стациониран у Нанкингу, очевидац, новинар Ф. Тилман из „Њујорк Тајмса”, послао је својим новинама чланак у којем је описао улазак царске јапанске војске у Нанкинг децембра 1937: „Пљачка коју су извршили Јапанци стигла је до скоро читавог града. У скоро све зграде улазили су јапански војници, често на видику њихових официра, а мушкарци су узимали све што су хтели.”
Једна трећина града је уништена као резултат паљевине. Према извештајима, јапанске трупе су запалиле новоизграђене владине зграде, као и домове многих цивила. Дошло је до знатних разарања подручја изван градских зидина. Војници су пљачкали и од сиромашних и од богатих. Недостатак отпора кинеских трупа и цивила у Нанђингу значио је да су јапански војници могли слободно да деле градске вредности како су сматрали потребним. То је резултирало распрострањеном пљачком и провалама.
Председавајући Јон Рабе је 17. децембра написао жалбу Кијошију Фукуију, другом секретару јапанске амбасаде. Следи извод:
Другим речима, 13. када су ваше трупе ушле у град, имали смо скоро све цивилно становништво окупљено у зони у којој је било врло мало разарања залуталим гранатама и није било пљачке од стране кинеских војника чак ни у потпуном повлачењу... Свих 27 западњака у том граду и наше кинеско становништво били су потпуно изненађени владавином пљачке, силовања и убијања коју су покренули ваши војници 14. Све што тражимо у нашем протесту је да успоставите ред међу својим трупама и што пре покренете нормалан живот у граду. У овом другом процесу драго нам је да сарађујемо на било који начин. Али и синоћ између 20 и 21 час. када је пет чланова нашег особља и комитета са Запада обишло зону да посматра услове, нисмо затекли ниједну јапанску патролу ни у зони ни на улазима!

### Безбедносна зона Нанкинг и улога странаца
Јапанске трупе су у извесној мери поштовале Зону; до јапанске окупације ниједна граната није ушла у тај део града осим неколико залуталих хитаца. Током хаоса након напада на град, неки су убијени у зони безбедности, али су злочини који су се десили у остатку града по свему судећи далеко већи.
Рабе је писао да би Јапанци с времена на време ушли у зону безбедности по вољи, одвели неколико стотина мушкараца и жена и или их погубили по кратком поступку или силовали, а затим убили.
До 5. фебруара 1938. Међународни комитет за зону безбедности Нанкинг је проследио јапанској амбасади укупно 450 случајева убиства, силовања, мучења и општег нереда од стране јапанских војника који су пријављени након што су америчке, британске и немачке дипломате вратили у своје амбасаде:
- „Случај 5 – У ноћи 14. децембра било је много случајева када су јапански војници улазили у куће и силовали жене или их одводили. Ово је изазвало панику у том подручју и стотине жена су се јуче уселиле у кампус Гинлинг колеџа.“
- „Случај 10 – У ноћи 15. децембра, један број јапанских војника ушао је у зграде Универзитета у Нанкингу у Тао Јуену и на лицу места силовао 30 жена, од којих неке по шест мушкараца.”
- „Случај 13 – 18. децембар, 16 часова, код бр. 18 И Хо Лу, јапански војници су тражили мушку кутију за цигарете и када је оклевао, један од војника му је бајонетом ударио у страну главе. Човек је сада у Универзитетској болници и не очекује се да преживи“.
- „Случај 14 – 16. децембра седам девојака (старости од 16 до 21 године) одведено је са Војног факултета. Пет се вратило. Свака девојка је силована шест или седам пута дневно – саопштено је 18. децембра.“
- „Случај 15 – У бр. 83 и 85 на Кантонском путу има гужве око 540 избеглица.... Више од 30 жена и девојака је силовано. Жене и деца плачу целе ноћи. Услови у комплексу су гори него можемо описати, молим вас, дајте нам помоћ."
- „Случај 16 – Кинескињу по имену Лох, која је са мајком и братом живела у једном од избегличких центара у избегличкој зони, јапански војник је пуцао у главу и убио је. Девојчица је имала 14 година. Инцидент се догодио у близини Кулинг Су, познатог храма на граници избегличке зоне..."[108]
- „Случај 19 – 30. јануара, око 17 часова, господина Сонеа (из Богословије у Нанкингу) дочекало је неколико стотина жена које су га молиле да неће морати да иду кући 4. фебруара. Рекле су да нема сврхе да иду кући, могле би бити убијене због боравка у логору као и да буду силоване, опљачкане или убијене код куће... Једна старица од 62 године отишла је кући близу Хансимена и јапански војници су дошли ноћу и хтели је да је силују. Рекла је да је била престара, па су је војници набили на штап, али је преживела и вратила се.”

Тврди се да је Рабе спасао између 200.000 и 250.000 Кинеза.
- Фотографија у албуму коју је у Нанкингу направио Итоу Канео из Кисаразу ваздушне јединице царске јапанске морнарице
- Слика мртвог детета. Вероватно је фотографисао Бернхард Арп Синдберг
- Затвореници закопавани живи[111]
- Костури жртава масакра
- Језерце испуњено мртвим жртвама
- Још једна фотографија из албума Итоу Канеа, на којој су приказани кинески лешеви

## Мацуијева реакција на масакр
Када је 18. децембра 1937. генерал Иване Мацуи почео да схвата све размере силовања, мучења, убистава и пљачки у граду, он је постајао све више уплашен. Он је наводно рекао једном од својих цивилних помоћника:
Сада схватам да смо несвесно извршили најстрашније последице на овај град. Када помислим на осећања и осећања многих мојих кинеских пријатеља који су побегли из Нанкинга и на будућност ове две земље, не могу а да се не осећам депресивно. Веома сам усамљен и никада не могу да се радујем овој победи.... Мени је лично жао због трагедија за људе, али војска мора да настави даље осим ако се Кина не покаје. Сада, зими, годишње доба даје времена за размишљање. Изражавам своје саосећање, са дубоким емоцијама, милионима невиних људи.
На Нову годину, уз здравицу, поверио се једном јапанском дипломати: „Моји људи су урадили нешто веома лоше и крајње жалосно.“ Мацуи је за злочине окривио морални пад јапанске војске, рекавши:
Инцидент у Нанкингу је био страшна срамота... Одмах после парастоса, окупио сам више официре и плакао пред њима сузе гнева, као главнокомандујући... Рекао сам им да после свих наших напора да унапредимо царски престиж, све је изгубљено у једном тренутку због бруталности војника. А можете ли замислити, чак и након тога, ови официри су ми се смејали... Заиста сам, дакле, прилично срећан што сам, бар, требало да завршим овако, у смислу да то може послужити за саморефлексију на много више припадника војске тог времена.

## Прикупљање доказа
Јапанци су или уништили или сакрили важне документе, озбиљно умањујући количину доказа доступних за конфискацију. Између проглашења примирја 15. августа 1945. и доласка америчких трупа у Јапан 28. августа, „јапанске војне и цивилне власти су систематски уништавале војне, поморске и владине архиве, од којих је велики део био из периода 1942– 1945.“ Прекоморским трупама у Пацифику и Источној Азији је наређено да униште инкриминишуће доказе о ратним злочинима.[114] Отприлике 70 одсто ратне евиденције јапанске војске је уништено. Што се тиче масакра у Нанкингу, јапанске власти су намерно сакриле ратне записе, избегавајући конфискацију од америчких власти. Неке од прикривених информација објављене су неколико деценија касније. На пример, 1989. објављена је двотомна збирка војних докумената у вези са операцијама у Нанкингу; а узнемирујући одломци из дневника Кесага Накаџиме, команданта у Нанкингу, објављени су почетком 1980-их.
Током свог боравка у Кини, Бернхард Арп Синдберг, аматерски фотограф и пријатељ неколико страних новинара, увек је имао свој фотоапарат са собом, фотографишући сликовите масакре цивила и велика разарања. Синдберг је уз помоћ своје компаније прокријумчарио необрађен филм из Кине, а развој филма је поверио својим колегама. После рата, вратио је своје фотографије, стварајући један од ретких фотографских записа који документују масакр у Нанкингу.
Оно Кенђи, хемијски радник у Јапану, водио је колекцију ратних дневника јапанских ветерана који су се борили у бици код Нанкинга 1937. године. Године 1994. објављено је скоро 20 дневника у његовој колекцији, који су постали важан извор доказа за масакр. Званичне ратне часописе и дневнике је такође објављивала Каикоша, организација пензионисаних јапанских војних ветерана.
Године 1984, у покушају да оповргне јапанске ратне злочине у Нанкингу, Каикоша, Удружење ветерана јапанске војске, интервјуисало је бивше јапанске војнике који су служили у области Нанкинга од 1937. до 1938. године. Уместо да оповргну масакр, интервјуисани ветерани су потврдили да је догодио се масакр и отворено описали и признали учешће у злочинима. 1985. године, интервјуи су објављени у часопису удружења Каико, уз признање и извињење које је гласило: „Без обзира на озбиљност рата или посебне околности ратне психологије, ми једноставно губимо речи суочени са овим масовним илегалним убиством. Као они који су повезани са предратном војском, ми се једноставно дубоко извињавамо народу Кине, то је заиста био чин варварства за жаљење.“
Почетком 1980-их, након интервјуисања преживелих Кинеза и прегледа јапанских записа, јапанска новинарка Хонда Кацуичи закључила је да масакр у Нанкингу није изолован случај и да су јапанска зверства над Кинезима била уобичајена у доњем делу реке Јангце још од битке код Шангаја. Дневници других јапанских бораца и медицинара који су се борили у Кини поткрепљују његове закључке.

## Процене броја мртвих
Бројни фактори компликују процену тачног броја умрлих.
Према америчком историчару Едварду Ј. Дреи:
Док су Немци, почевши од 1943. године, уложили значајне напоре да избришу доказе о таквим злочинима као што су масовна убиства, и уништили су велики део потенцијално инкриминишућих записа 1945. године, велики део је преживео, делом зато што није сваки од вишеструких копије су спаљене. Ситуација је била другачија у Јапану. Између најаве прекида ватре 15. августа 1945. и доласка малих претходница америчких трупа у Јапан 28. августа, јапанске војне и цивилне власти су систематски уништавале војне, поморске и владине архиве, од којих је већина била из тог периода. 1942–1945. Империјални генерални штаб у Токију је слао шифроване поруке теренским командама широм Пацифика и источне Азије, наређујући јединицама да спале инкриминишуће доказе о ратним злочинима, посебно преступима против ратних заробљеника.
Према Јанг Дакингу, професору историје и међународних послова на Универзитету Џорџ Вашингтон:
Иако је уобичајена пракса да владе уништавају доказе у време пораза, у две недеље пре него што су савезници стигли у Јапан, разне јапанске агенције – посебно војска – систематски су уништавале осетљиве документе до степена који је можда без преседана у историји. Процене утицаја разарања варирају. Танака Хироми, професор на Јапанској академији националне одбране који је спровео опсежно истраживање преосталих докумената јапанске царске војске и морнарице у Јапану и иностранству, тврди да је преживело мање од 0,1 одсто материјала који је наређен за уништење.
2003. године, директор Јапанског војно-историјског архива Националног института за одбрамбене студије рекао је да је уништено чак 70 одсто ратних записа Јапана.
Остали фактори укључују масовно одлагање кинеских лешева од стране јапанских војника; ревизионистичке тенденције и кинеских и јапанских појединаца и група, које су вођене националистичким и политичким мотивима; и субјективност укључена у прикупљање и тумачење доказа. Међутим, најкредибилнији научници у Јапану, који укључују велики број ауторитативних академика, подржавају валидност Међународног војног суда за Далеки исток и његових налаза, који процењују више од 100.000 (ако је широко дефинисано) жртава.
Историчар Токуши Касахара наводи „више од 100.000 и близу 200.000, или можда више.“ Са појавом више информација и података, он је рекао да постоји могућност да би број погинулих могао бити већи. Хироши Јошида у својој књизи закључује „више од 200.000“. Томио Хора подржава информације пронађене у Међународном војном суду за Далеки исток, који процењује да је смртно страдало најмање 200.000. Процењује се да је умрло 300.000 људи.
Према Међународном војном суду за Далеки исток, касније процене показују да је укупан број цивила и ратних заробљеника убијених у Нанђингу и његовој околини током првих шест недеља јапанске окупације био преко 200.000. Ове процене потврђују и подаци погребних друштава и других организација, који сведоче о преко 155.000 сахрањених тела. Ове бројке такође не узимају у обзир оне особе чија су тела уништена спаљивањем, утапањем или другим средствима, или чија су тела сахрањена у масовним гробницама. Најкредибилнији научници у Јапану, који укључују велики број ауторитативних академика, подржавају ваљаност Трибунала и његових налаза.
Према пресуди Трибунала за ратне злочине у Нанкингу од 10. марта 1947. године, постоји „више од 190.000 масовно закланих цивила и кинеских војника које је јапанска војска убила митраљезом, чији су лешеви спаљени да би се уништили докази. Осим тога, рачунамо још преко 150.000 жртава варварских радњи које су сахраниле добротворне организације. Дакле, имамо укупно више од 300.000 жртава.“
Јон Рабе, председник Међународног комитета за зону безбедности Нанкинга, проценио је да је убијено између 50.000 и 60.000 (цивила). Међутим, Ервин Викерт, уредник „Дневника Јона Рабеа”, истиче да је „Вероватно да је Рабеова процена прениска, пошто није могао да има преглед читавог општинског подручја током периода најгорих злочина. Многе трупе заробљених кинеских војника одведене су из града и доле до Јангцеа, где су по кратком поступку погубљене, али, као што је наведено, нико није пребројао мртве.
Харолд Тимперли, новинар у Кини током јапанске инвазије, известио је да је најмање 300.000 кинеских цивила убијено у Нанкингу и другде, и покушао је да пошаље телеграм, али га је јапанска војска цензурисала у Шангају. Други извори, укључујући „Силовање Нанкинга” ауторке Ирис Чанг, такође закључују да је број погинулих достигао 300.000. У децембру 2007. године, нови архивски документи америчке владе открили су да је телеграф америчког амбасадора у Немачкој у Берлину послат дан након што је јапанска војска окупирала Нанкинг, наводи да је чуо јапанског амбасадора у Немачкој како се хвали да је јапанска војска убила 500.000 Кинеза. војника и цивила док је јапанска војска напредовала од Шангаја до Нанкинга. Према архивском истраживању „Телеграми које су послале америчке дипломате [у Берлину] указивале су на масакр око пола милиона људи у Шангају, Сјуџоуу, Ђијасингу, Хангџоуу, Шаосингу, Вусију и Чангџоуу“.
Према документима у Унесковом регистру Памћење света, убијено је најмање 300.000 Кинеза.

### Распон и трајање
Трајање инцидента је природно дефинисано његовом географијом: што су Јапанци раније ушли у подручје, то је дуже трајало. Битка за Нанкинг завршена је 13. децембра, када су дивизије јапанске војске ушле у зидинама ограђени град. Трибунал за ратне злочине у Токију дефинисао је период масакра до наредних шест недеља. Конзервативније процене говоре да је масакр почео 14. децембра, када су трупе ушле у зону безбедности, и да је трајао шест недеља. Историчари који дефинишу масакр у Нанкингу као да је почео од времена када је јапанска војска ушла у провинцију Ђангсу, померају почетак масакра на отприлике средину новембра до почетка децембра (Сјуџоу је пао 19. новембра), а крај масакра продужавају до касно марта 1938. године.
За многе јапанске научнике, послератне процене су биле искривљене „правдом победника“, када је Јапан осуђен као једини агресор. Они су веровали да путарина од 300.000 представља "претеривање у кинеском стилу" без обзира на доказе. Ипак, у Кини је ова фигура постала симбол правде, законитости и ауторитета послератних суђења којима се Јапан осуђује као агресор.

## Судови за ратне злочине
Убрзо након предаје Јапана, главни официри задужени за јапанске трупе у Нанкингу су изведени на суђење. Генерал Мацуи је оптужен пред Међународним војним судом за Далеки исток да је "намерно и непромишљено" игнорисао своју законску обавезу "да предузме адекватне кораке да обезбеди поштовање и спречи кршење" Хашке конвенције.
Другим јапанским војним вођама који су били задужени у време масакра у Нанкингу није суђено. Принц Канин Котохито, начелник штаба царске јапанске војске током масакра, умро је пре краја рата у мају 1945. Принц Асака је добио имунитет због свог статуса члана царске породице. Исаму Чо, помоћник принца Асаке, за кога неки историчари верују да је издао меморандум „убиј све заробљенике“, починио је сепуку (ритуално самоубиство) током битке за Окинаву.
Дана 1. маја 1946. званичници СЦАП-а су испитивали принца Асаку, који је био високи официр у граду на врхунцу злочина, о његовој умешаности у масакр у Нанџингу и изјава је достављена Међународном тужилачком одељењу Токијског трибунала. Асака је негирао постојање било каквог масакра и тврдио да никада није примио жалбе на понашање својих трупа.

### Докази и сведочења
Тужилаштво је у јулу 1946. започело фазу извођења доказа у Нанкингу. Сведочио је др Роберт О. Вилсон, хирург и члан Међународног комитета за зону безбедности Нанкинга. Остали чланови Међународног комитета за сигурносну зону Нанкинга који су заузели место за сведоке били су Мајнер Серл Бејтес и Џон Маги. Џорџ Фич, Луис С.Ц. Смајт, и Џејмс Мекалум су поднели изјаве под заклетвом са својим дневницима и писмима.
Запис за исти дан у Мацуијевом дневнику је гласио: „Данас сам могао да осетим само тугу и одговорност, која ми је у великој мери пробадала срце. Ово је узроковано лошим понашањем војске након пада Нанкинга и неуспехом да настави са аутономном владом и друге политичке планове.“
Мацуи је тврдио да никада није наредио погубљење кинеских заробљеника. Даље је тврдио да је наредио командантима дивизија своје војске да казне своје трупе за кривична дела и да није одговоран за пропуст да изврше његове директиве. На суђењу, Мацуи се потрудио да заштити принца Асаку пребацујући кривицу на команданте дивизија нижег ранга.

### Осуда
Коки Хирота, премијер Јапана у ранијој фази рата и дипломата током злочина у Нанкингу, осуђен је за учешће у „формулисању или извршењу заједничког плана или завере“ (тачка 1), вођење „рата агресије и рата кршећи међународне законе, уговоре, споразуме и уверавања против Републике Кине“ (тачка 27) и тачка 55. Мацуи је осуђен од стране већине судија у Токијском трибуналу који су пресудили да сноси крајњу одговорност за „оргију злочина“ у Нанкингу јер „Није учинио ништа, или ништа ефикасно, да ублажи ове ужасе“.
Организовано и масовно убијање мушких цивила вршено је уз очигледну дозволу команданата под изговором да су кинески војници скинули униформе и да се мешају са становништвом. Формиране су групе кинеских цивила, везаних руку на леђима, и марширали ван градских зидина где су у групама убијани митраљеском ватром и бајонетима. — Из пресуде Међународног војног суда

### Пресуда
Дана 12. новембра 1948, Мацуи и Хирота, заједно са још пет осуђених ратних злочинаца класе А, осуђени су на смрт вешањем. Још осамнаест је добило мање казне. Смртна казна изречена Хироти, одлуком једанаест судија од шест до пет, шокирала је ширу јавност и подстакла петицију у његово име, која је убрзо прикупила преко 300.000 потписа, али није успела да ублажи казну министру. Сви су обешени 23. децембра 1948. године.

### Друга суђења
Хисао Тани, генерал-потпуковник 6. дивизије царске јапанске армије, био је оптужен пред Трибуналом за ратне злочине у Нанкингу у Кини. Проглашен је кривим за ратне злочине, осуђен на смрт и погубљен стрељањем 26. априла 1947. године. Међутим, према историчару Токуши Касахари, докази коришћени за осуду Хисао Танија нису били убедљиви. Касахара је рекао да би, да је постојала потпуна истрага масакра, могли бити умешани многи други високи ауторитети, који укључују команданте вишег нивоа, вође војске и цара Хирохита.
1947. године, Тошиаки Мукаи и Цујоши Нода, два официра одговорна за такмичење у убиству 100 људи, ухапшени су и изручени Кини. Судио им је и Трибунал за ратне злочине у Нанкингу. Са њима је суђено Гункичи Танака, капетану из 6. дивизије који је лично убио преко 300 кинеских заробљеника и цивила својим мачем током масакра. Сва тројица мушкараца проглашена су кривима за ратне злочине и осуђена на смрт. Погубљени су заједничким стрељањем 28. јануара 1948. године.
Моритакеу Танабеу, начелнику штаба јапанске 10. армије у време масакра, суђено је за неповезане ратне злочине у Холандској Источној Индији. Осуђен је на смрт и погубљен 1949. године.

## Споменици
- 1985. године, општинска влада Нанкинга изградила је Меморијалну салу за жртве масакра у Нанкингу у знак сећања на жртве и да би подигла свест о масакру. Налази се у близини места где је сахрањено хиљаде тела, названог „јама десет хиљада лешева“. Од децембра 2016. године, на спомен-зиду је исписано укупно 10.615 имена жртава масакра у Нанкингу.[156]
- Данијел Кван је 1995. године одржао изложбу фотографија у Лос Анђелесу под називом „Заборављени холокауст“.
- Године 2005. бивша резиденција Јона Рабеа у Нанкингу је реновирана и сада је смештена Меморијална сала Јона Рабеа и међународне безбедносне зоне, која је отворена 2006. године.
- Дана 13. децембра 2009. кинески и јапански монаси одржали су верски скуп у знак жалости за кинеским цивилима убијеним у инвазији јапанских трупа.[157]
- Кина је 13. децембра 2014. године одржала свој први Дан сећања на масакр у Нанкингу.[158]
- 9. октобра 2015. Документи о масакру у Нанкингу уврштени су у Унесков Регистар Памћења света.[136]

- Споменик масакру у Јанзиџију 2004.
- Статуа под називом "Уништена породица" испред Меморијалне дворане масакра у Нанкингу
- Бивша резиденција Јона Рабеа, сада Меморијална сала Јона Рабеа и међународне безбедносне зоне, у Нанкингу, септембар 2010.

## Контроверзе
Према јапанском историчару Фуџивари Акири, „Када је Јапан прихватио Потсдамску декларацију и предао се у августу 1945. године, држава је званично признала агресорски рат и масакр у Нанџингу који је починила јапанска војска.“

### Дебата у Јапану
Давид Аскју, бивши ванредни професор на Рицумејкан Асија Пацифик универзитету, приметио је да су у Јапану погледи на масакр подељени између две групе које се међусобно искључују. Група „Школа великог масакра“ прихвата налазе токијских суђења и закључује да је било најмање 200.000 жртава и најмање 20.000 случајева силовања; док група "Школа илузија" одбацује налазе Трибунала као "правду победника". Према Аскјуу, „Школа великог масакра“ је софистициранија, а кредибилитет њених закључака подржава велики број ауторитативних академика. Аскју процењује да је у граду од 24. децембра 1937. до 5. јануара 1938. године живело 224.500 становника.
Хора Томио, јапански професор историје на Универзитету Васеда, објавио је књигу 1967. након своје посете Кини 1966. године, посветивши трећину књиге масакру. Током 1970-их, Кацуичи Хонда је написао серију чланака за „Асахи Шимбун” о ратним злочинима које су починили јапански војници током Другог светског рата (као што је масакр у Нанкингу). Као одговор, Шичихеи Иамамото, користећи псеудоним „Исаја Бен-Дасан“, написао је чланак који је негирао масакр, а Акира Сузуки је објавио књигу у којој је негирао масакр. Међутим, дебата је била кратког даха јер ниједан порицатељ није направио студију која је била тако свеобухватна као она коју је спровео Хора. Опозиција није успела да негира масакр.
Постоје спорови око званичног броја жртава масакра. Ова процена укључује процену да је јапанска војска убила 57.418 кинеских ратних заробљеника у Муфушану, мада најновија истраживања показују да је масакрирано између 4.000 и 20.000, и такође укључује 112.266 лешева које је очигледно закопала хуманистарна асоцијација Чонгшангтанг, иако данас неки историчари тврде да су записи о Чонгшантангу у најмању руку увелико преувеличани ако не и потпуно измишљени. Према Бобу Вакабајашију, он процењује да је број погинулих унутар градских зидина Нанкинга око 40.000, углавном масакрираних у првих пет дана; док укупан број жртава након тромесечног периода у Нанкингу и његових шест руралних округа „далеко премашује 100.000, али је испод 200.000“. Вакабајаши закључује да процене од преко 200.000 нису веродостојне.

### Извињење и саучешће премијера и цара Јапана
15. августа 1995. године, на педесету годишњицу предаје Јапана, јапански премијер Томиичи Мурајама дао је прво формално извињење за јапанске акције током рата.
Он се извинио свим преживелима и рођацима и пријатељима жртава. Тог дана, премијер и јапански цар Акихито изрекли су изјаве жаљења у токијском Нипон Будокану. Ирис Чанг, ауторка књиге „Силовање Нанкинга”, критиковала је Мурајаму што није пружио писмено извињење које се очекивало. Она је рекла да народ Кине „не верује да је Јапан икада упутио... недвосмислено и искрено извињење Кини“ и да би писано извињење Јапана послало бољу поруку међународној заједници.

### Порицање масакра у Јапану
Фракција јапанских политичара који се не извињавају због смрти у Нанкингу изазвала је понављајућу тачку напетости у кинеско-јапанским односима.
У мају 1994. министар правде Шигето Нагано назвао је масакр у Нанкингу „измишљотином“.
Дана 20. фебруара 2012. Такаши Кавамура, градоначелник Нагоје, рекао је гостујућој делегацији из Нанкинга да се масакр „вероватно никада није догодио“. Два дана касније бранио је своје опаске, рекавши: „Чак и откако сам био национални представник у Дијету, понављао сам [више пута] да није било масакра у Нанкингу који је резултовао убиствима неколико стотина хиљада људи.“
Гувернер Токија Шинтаро Ишихара је 24. фебруара 2012. негирао масакр у Нанкингу. Он је тврдио да би било немогуће убити толико људи у тако кратком временском периоду. Навео је број мртвих од 10.000.
Дана 3. фебруара 2014, Наоки Хиакута, члан одбора гувернера јапанске јавне радиодифузне компаније, НХК, је цитиран да је рекао да се масакр никада није догодио. Рекао је да је било изолованих инцидената бруталности, али не и широко распрострањених зверстава, и критиковао цифру од 200.000 суђења у Токију.
Дана 19. јуна 2007. група од око 100 посланика Либерално-демократске партије (ЛДП) поново је осудила масакр у Нанкингу као измишљотину, тврдећи да нема доказа који би доказали наводе о масовним убиствима јапанских војника. Оптужили су Пекинг да је наводни инцидент користио као „политичку рекламу“.
Према јапанском историчару и порицатељу Шудоу Хигашинакану, кинеске изјаве дате 1970-их су се превише ослањале на лична сведочења и анегдотске доказе; а докази — као што су записи о сахрани и фотографије — представљени на Суду за ратне злочине у Токију су измишљени, неовлашћени или погрешно протумачени.
Хигашинакано је 1998. године објавио негационистичку књигу, „Комплетна истрага масакра у Нанкингу”, која је укључивала тврдњу да преживела Сја Шућин није била сведок масакра. Сја је успешно тужила Шудоа за клевету у Јапану; Врховни суд Јапана је одбио жалбу у фебруару 2009. и наложио Хигашинакану и издавачу „Тенденша” да плате Сја 4 милиона јена.
Бројни научници су рекли да верзија чланка на јапанској Википедији садржи ревизионистичке и негационистичке наративе. Они примећују да у чланку у првом параграфу чланка приметно недостају слике и да се изражава сумња у масакр. Јумико Сато је 2021. превела реченицу из првог пасуса: „Кинеска страна то назива масакром у Нанкингу, али истина о инциденту је још увек непозната“.

## Наслеђе

### Утицај на међународне односе
Сећање на масакр у Нанкингу је била тачка спора у кинеско-јапанским односима од раних 1970-их. Трговина између две земље вреди преко 200 милијарди долара годишње. Упркос томе, многи Кинези и даље имају снажан осећај неповерења због сећања на зверство и неуспех мера помирења. Овај осећај неповерења је ојачан неспремношћу Јапана да призна и извини се за злочине.
Такаши Јошида је описао како су промењиве политичке бриге и перцепције о "националном интересу" у Јапану, Кини и САД обликовале колективно сећање на масакр у Нанкингу. Јошида је тврдио да је током времена догађај добио различита значења за различите људе. Људи из континенталне Кине су себе видели као жртве. За Јапан је то било питање на које су морали да одговоре, али нису били вољни да то ураде јер су се и они идентификовали као жртве након атомских бомби. САД, које су служиле као лонац за топљење култура и дом потомака припадника и кинеске и јапанске културе, преузеле су мантију истражитеља за жртву Кинеза. Јошида је тврдио да је масакр у Нанкингу фигурирао у покушајима све три нације док раде на очувању и редефинисању националног и етничког поноса и идентитета, преузимајући различите врсте значаја на основу промене унутрашњих и спољашњих непријатеља сваке земље.
Многи јапански премијери посетили су светилиште Јасукуни, светилиште за јапанске ратне погибије до краја Другог светског рата, које укључује ратне злочинце који су учествовали у масакру у Нанкингу. У музеју поред светилишта, панел обавештава посетиоце да није било масакра у Нанкингу, али да су кинески војници у цивилу "строго третирани". 2006. бивши јапански премијер Јуничиро Коизуми ходочастио је у светилиште упркос упозорењима Кине и Јужне Кореје. Његова одлука да посети светилиште без обзира на то изазвала је међународну негодовање. Иако је Коизуми негирао да је покушавао да велича рат или историјски јапански милитаризам, кинеско министарство спољних послова оптужило је Коизумија да "руши политичке темеље кинеско-јапанских односа". Званичник из Јужне Кореје је рекао да ће позвати амбасадора Токија на протест.
Масакр се спорно пореди са другим катастрофама у Кини, које укључују велику кинеску глад (1959–1961) и културну револуцију.

### Као компонента националног идентитета
Јошида тврди да је „Нанкинг учествовао у покушајима све три нације [Кине, Јапана и Сједињених Држава] да сачувају и редефинишу национални и етнички понос и идентитет, узимајући различите врсте значаја на основу промене унутрашњих и спољашњих непријатеља сваке земље“.

### Кина
Ирис Чанг, у својој књизи „Силовање Нанкинга”, тврди да је политика Хладног рата охрабрила председника Мао Цедунга да релативно ћути о Нанкингу како би задржао трговинске односе са Јапаном.[204] Јунг Чанг и Џон Халидеј у биографији Маоа тврде да Мао никада није дао никакав коментар ни у време ни касније у свом животу о масакру, али је често са трајном горчином примећивао политичку борбу између њега и Ванг Минга која се такође догодила у децембру 1937. године.
Пре 1970-их, Кина је учинила релативно мало да скрене пажњу на масакр у Нанкингу. Такође, практички није било јавних комеморација све до после 1982. године. Међутим, Кина није била свесна јапанске дебате о масакру. Године 1982, забринути због јапанског порицања, извештаји о масакру у Нанкингу, заједно са другим ратним злочинима које је Јапан починио у Кини, појавили су се у кинеским медијима. Забринутост у вези са јапанским порицањем масакра није била ограничена само на Народну Републику Кину; научници на Тајвану су такође покренули одговор, објављујући многе студије о јапанским зверствима у Кини.
Према америчком новинару Хауарду В. Френчу, помињање масакра је у Кини потиснуто јер су, идеолошки, комунисти радије промовисали „мученике класне борбе“ него жртве рата, посебно када у Нанкингу није било комунистичких хероја или било каквих комуниста када се масакр догодио.
Према Гуо-Ћјанг Љу и Фенгћи Ћјан са Универзитета Дикин, тек од 1990-их, кроз ревизионистичку кампању патриотског образовања, масакр је постао национално сећање као епизода „Века понижења“ пре комунистичког оснивања „Нове Кине“. Овај ортодоксни наратив о жртвама постао је испреплетен са кинеским националним идентитетом и веома је осетљив на ревизионистичка осећања крајње деснице у Јапану, због чега сећање на масакр чини сталном тачком напетости у кинеско-јапанским односима после 1982. године.

### Јапан
Након завршетка Другог светског рата, неки кругови цивилног друштва у Јапану размишљали су о размерама масакра и учешћу обичних војника. Нарочито је романописац Хота Јошије написао роман „Време” („Јикан”) 1953. године, приказујући масакр из угла кинеског интелектуалца који га посматра. Овај роман је преведен на кинески и руски језик. Други очевици масакра такође су износили своја мишљења у јапанским часописима 1950-их и 1960-их, али политичке промене су полако нагризле овај вал признања.
У Јапану 21. века, масакр у Нанкингу дотиче се националног идентитета и појмова „поноса, части и срамоте“. Јошида тврди да „Нанкинг кристализује много већи сукоб око тога шта би требало да чини идеалну перцепцију нације: Јапан, као нација, признаје своју прошлост и извињава се за своја ратна недела; или ... чврсто стоји против страних притисака и подучава јапанску омладину о добронамерним и храбрим мученицима који су водили праведни рат да спасу Азију од западне агресије.“ Признавање масакра у Нанкингу као таквог може се у неким круговима у Јапану посматрати као „разбијање Јапана“ (у случају странаца) или „самобичевање“ (у случају јапанског).
Влада Јапана наводи да се не може порећи да је дошло до убиства великог броја небораца, пљачке и других дела јапанске војске. Међутим, такође се наводи да је стварни број жртава тешко утврдити.
Најшире коришћени јапански уџбеници за средње школе садрже референце на масакр у Нанкингу и друга питања као што су жене за утеху. Жестоко критично према таквим референцама, Јапанско друштво за реформу уџбеника историје објавило је Нови уџбеник историје у покушајима да умањи ратне записе о Јапану током 1930-их и раних 1940-их. Масакр у Нанкингу је помињао као „инцидент“ и прешућивао питање жена за утеху. Постоји и само једна реченица која се односи на догађај: „они [јапанске трупе] су окупирале тај град у децембру.“ Овај ревизионистички уџбеник, иако је одобрен од стране владе, избегавали су скоро сви школски окрузи и користило га је само 13 школа.

### Аустралија
Радници на доковима у Аустралији били су ужаснути масакром и одбили су да утоваре сирово гвожђе на бродове који су кренули ка Јапану, што је довело до Далфрамског спора 1938. године.

## Записи
У децембру 2007. године, влада НР Кине објавила је имена 13.000 људи које су убиле јапанске трупе у масакру у Нанкингу. Према новинској агенцији Синхуа, то је најкомплетнији запис до сада. Извештај се састоји од осам томова и објављен је поводом обележавања 70. годишњице почетка масакра. Такође наводи јединице јапанске војске које су биле одговорне за сваку од смрти и наводи начин на који су жртве убијене. Џанг Сјанвен, главни уредник извештаја, наводи да су прикупљене информације засноване на „комбинацији кинеских, јапанских и западних оригиналних извора, која је објективна и праведна и која може да издржи суђење историји“. Овај извештај је био део серије од 55 томова о масакру, Збирке историјског материјала масакра у Нанкингу.